# 히가시베쓰인역
히가시베쓰인역(동별집역, 일본어: 東別院駅, ひがしべついんえき)은 일본 아이치현 나고야시 나카구에 위치한 철도역이다. 역 번호는 M02이다.

## 타는 곳
상대식 승강장 2면 2선 지하역.
| 1 | ■ 메이조 선 | 가나야마·나고야코 방면 |
| 2 | ■ 메이조 선 | 사카에·오조네 방면     |

## 역사
- 1967년 3월 30일: 영업 개시.

## 같이 보기
- 나고야 TV 방송

| 나고야 지하철 ■ 메이조 선 | 나고야 지하철 ■ 메이조 선 | 나고야 지하철 ■ 메이조 선 |
| ------------------------- | ------------------------- | ------------------------- |
| M 01 가나야마 외선 순환   |                           | M 03 가미마에즈 내선 순환 |